# Agatone (martire)
Agatone (... – Sicilia, IV secolo) è stato un vescovo romano, vittima delle persecuzioni in Sicilia nel IV secolo. È venerato dalla Chiesa cattolica come martire, e viene festeggiato il 5 luglio.

## Agiografia
Le fonti su di lui sono decisamente lacunose e non si conosce alcunché di certo. Viene nominato nel Martirologio geronimiano, che commemora il 5 luglio i martiri Agatone e Trifina in Sicilia, senza però riferire ulteriori notizie biografiche. Il suo nome venne in seguito riportato in alcuni manoscritti di area siciliana, in vari martirologi e infine nel Martirologio romano. 
Secondo alcuni studiosi pare essere Agatone I, vescovo di Lipari nel III secolo, quando, intorno al 264, il corpo di san Bartolomeo Apostolo vi giunse. Fu lui che nominò san Bartolomeo patrono delle Eolie. Di questo avvenimento resta traccia nella chiesa intitolata a sant'Agatone extra moenia, sulla cui facciata è riportata la data per l'arrivo delle spoglie di San Bartolomeo sull'isola (13 febbraio 264, data che però non ha un riscontro certo).
Successivamente Agatone fu perseguitato, durante l'impero di Decio e poi di Valeriano, e fuggì da Lipari, rifugiandosi in Sicilia, forse a Lentini, dove visse nascosto in una grotta presso la città, o forse a Brucoli, dove sarebbe rimasto nascosto presso le grotte vicine al Santuario della Madonna dell'Adonai.

## Culto
La Chiesa cattolica lo venera come un santo e lo ricorda il giorno 5 luglio. 
Non è più presente nel Martirologio romano.